# Sahel (Burkina Faso)
Sahel je jedna od trinaest administrativnih regija Burkine Faso.
Nastala je 2. srpnja 2001. Stanovništvo Hauts-Bassinsa brojilo je 968.442 stanovnika u 2006. godini. Glavni grad regije je Dori. Četiri provincije čine regiju: Oudalan, Séno, Soum i Yagha.